# کوسوکه توموناگا
کوسوکه توموناگا (انگلیسی: Kosuke Tomonaga؛ زادهٔ ۲۲ ژوئیهٔ ۱۹۸۰) بازیکن والیبال اهل ژاپن است.